# کریستین بک (بازیکن فوتبال)
کریستین بک (انگلیسی: Christian Beck؛ زادهٔ ۱۰ مارس ۱۹۸۸) بازیکن فوتبال اهل آلمان است.
از باشگاه‌هایی که در آن بازی کرده‌است می‌توان به باشگاه فوتبال هالشر، باشگاه فوتبال قوت-وایس ارفورت، و باشگاه فوتبال ماگدبورگ ۱ اشاره کرد.